# Oenochroma gastropacharia
Oenochroma gastropacharia är en fjärilsart som beskrevs av Walker 1860. Oenochroma gastropacharia ingår i släktet Oenochroma och familjen mätare. Inga underarter finns listade i Catalogue of Life.